# OK Human
Albums de Weezer
Weezer
(2019) Van Weezer
(2021)
OK Human est le quatorzième album du groupe Weezer, paru le 29 janvier 2021 chez Atlantic.
L'album est caractérisé par une influence majeure de la pop baroque, inspiré d'albums tels que Nilsson Sings Newman de Harry Nilsson ou Pet Sounds des Beach Boys. Le titre de l'album, quant à lui, fait directement référence à l'album OK Computer de Radiohead.
L'album reçoit des critiques positives au moment de sa sortie, et se place à la quarante-et-unième place du Billboard 200.

## Liste des morceaux
| No  | Titre                           | Auteur                                                | Durée |
| --- | ------------------------------- | ----------------------------------------------------- | ----- |
| 1.  | All My Favorite Songs           | Rivers Cuomo, Ashley Gorley, Ben Johnson, Ilsey Juber | 3:22  |
| 2.  | Aloo Gobi                       | Cuomo                                                 | 3:03  |
| 3.  | Grapes of Wrath                 | Cuomo                                                 | 2:50  |
| 4.  | Numbers                         | Cuomo                                                 | 3:20  |
| 5.  | Playing My Piano                | Cuomo                                                 | 2:36  |
| 6.  | Mirror Image                    | Cuomo                                                 | 1:17  |
| 7.  | Screens                         | Cuomo                                                 | 2:11  |
| 8.  | Bird with a Broken Wing         | Cuomo                                                 | 3:51  |
| 9.  | Dead Roses                      | Cuomo                                                 | 2:17  |
| 10. | Everything Happens For A Reason | Cuomo                                                 | 0:23  |
| 11. | Here Comes The Rain             | Cuomo                                                 | 2:27  |
| 12. | La Brea Tar Pits                | Cuomo                                                 | 2:50  |